# Boris Angeluschew
Boris Dimitrow Angeluschew (bulgarisch Борис Димитров Ангелушев; * 25. Oktober 1902 in Plowdiw; † 24. August 1966 in Sofia) war ein bulgarischer Grafiker.

## Leben
Ab 1923 lebte Angeluschew in Deutschland. Von 1924 bis 1928 absolvierte er bei Hans Meid und Ferdinand Spiegel ein Studium an der Preußischen Akademie der Künste zu Berlin. Er wohnte bei seinem älteren Bruder Shiwko, einem angesehenen Chirurgen, der aktives Mitglied der KPD war. Angeluschew trat ebenfalls der Partei bei und arbeitete in der Roten Gruppe mit. Er veröffentlichte unter dem Pseudonym Bruno Fuk bzw. Bruno Fuck politische Grafiken und Karikaturen in den kommunistischen Zeitungen und Zeitschriften Arbeiter Illustrierte Zeitung (ab 1928), Die Rote Fahne, Eulenspiegel, Der Knüppel (von 1924 bis zu deren Einstellung 1927), Welt am Abend (hier mit den Initialen "BF") und Magazin für Alle (ab 1931). Er arbeitete eng mit anderen Künstlern der KPD zusammen, darunter Alfred Beier-Red, Peter Paul Eickmeier (1890–1962), László Dállos (vermutlich 1987–1937), John Heartfield, Ernst Jazdewski und Alex Keil und zählte bald zu den produktivsten und bekanntesten linken Künstlern. 1926 zeichnete Angeluschew auch für die linke bulgarische Studentenzeitschrift Narstud.
1928 war er Mitbegründer der Assoziation revolutionärer bildender Künstler. 1933 verließ Angeluschew Deutschland. Von 1933 bis 1935 lebte er in Prag und Zürich, bis er nach Bulgarien zurückkehrte. Mit der Machtübernahme der Kommunisten in Bulgarien am 9. September 1944 ergaben sich für Angeluschew neue Wirkungsmöglichkeiten. Er betätigte sich in Bulgarien auch als Bühnenbildner und Maler und entwarf Plakate. In den 1940er-Jahren entwarf er eine vereinfachte Version des Stadtwappens von Sofia.
Angeluschew wurde mit dem Georgi-Dimitroff-Orden und dem Dimitroffpreis ausgezeichnet.

## Ausstellungen
- 1926: Berlin, Ausstellungssaal des Vergnügungsparks ULAP (Ausstellung proletarischer und antimilitaristischer Kunst)
- 1975: Berlin, Ausstellungszentrum am Fernsehturm („Boris Angeluschew, Bruno Fuck“)